# Golfo de Kandalakcha
El golfo de Kandalakcha (del ruso: Кандалакшский залив) es una de las cuatro grandes bahías del mar Blanco —junto con la bahía Dvina, la bahía de Menzen y la bahía Onega—, situada en la parte más interior, en el extremo occidental, bordeando el extremo sur de la península de Kola. 
Al fondo del golfo, en el extremo norte, está localizada la ciudad de Kandalakcha (38 100 habitantes en 2007) y el nuevo puerto petrolífero de Vitino, unos 10 km al sur.
Administrativamente, la ribera sur pertenece al óblast de Múrmansk y la norte a la república de Carelia.
Una parte de la región localizada en Múrmansk (208.000 hectáreas) fue declarada el 11 de octubre de 1976 como «water and wetlands areas of international significance» según el Convenio de Ramsar (n.º ref. Ramsar 110).

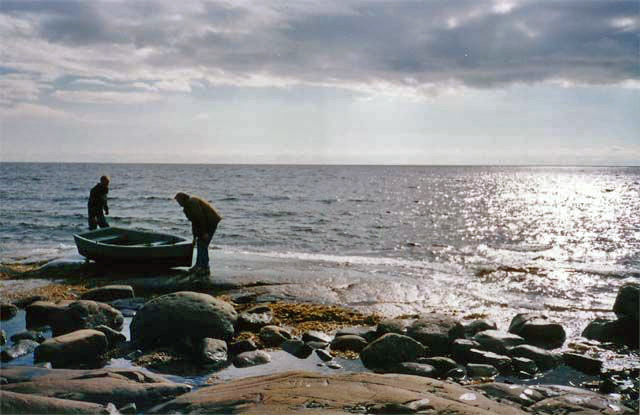
Vista de las aguas del golfo de Kandalakcha.

- Datos: Q1137498
- Multimedia: Kandalaksha Gulf / Q1137498